# Tiroide
|  | Per a altres significats, vegeu «Tiroide (cartílag)». |

La glàndula tiroide o, senzillament, tiroide és una de les glàndules endocrines més grans en el cos i la primera d'elles que es desenvolupa durant l'embriogènesi, a partir de les cèl·lules de l'endoderma anterior. La glàndula rep el seu nom de la paraula grega θυρεοειδής (semblant a un escut), a causa de la forma del cartílag tiroide.

## Anatomia
Aquesta glàndula és al coll per sota del cartílag tiroide (també coneguda com la nou del coll en els homes) i aproximadament al mateix nivell que el cartílag cricoide. Està formada per dos lòbuls, dret i esquerre, situats simètricament a cada costat de la tràquea i units per un istme tissular que de vegades projecta una estructura lobular accessòria de morfologia piramidal. Els lligaments suspensoris laterals, o de Berry, connecten ambdós lòbuls a la tràquea. A la zona superior, inferior i posterior de cada lòbul es troben las glàndules paratiroides (per regla general són quatre, però poden ser més o menys nombroses i també presentar localitzacions ectòpiques).
Rep sang arterial provinent de les dues artèries tiroidals superiors, branques de les caròtides externes, i de les artèries tiroidals inferiors que de vegades s'originen directament de l'artèria subclàvia i altres del tronc tirocervical. La sang venosa drena cap a les venes jugulars internes, excepte la que circula per les venes tiroidals inferiors que ho fa als troncs venosos braquiocefàlics.
En els adults sans el seu pes és d'uns 20 grams. Té innervació adrenèrgica i colinèrgica, que li arriba a través de fibres originades en els ganglis cervicals i en el nervi vague, respectivament.
Algunes de les variacions morfològiques inhabituals de la glàndula són la tiroide lingual (presència d'una massa anormal de teixit tiroidal ectòpic en la base de la llengua), l'existència d'acumulacions de material tiroidal extraglandular dins de la tràquea que poden causar dificultat per respirar, l'agènesi de l'istme i l'hemiagenèsia d'un dels seus lòbuls o dels dos i l'istme alhora.

## Histologia

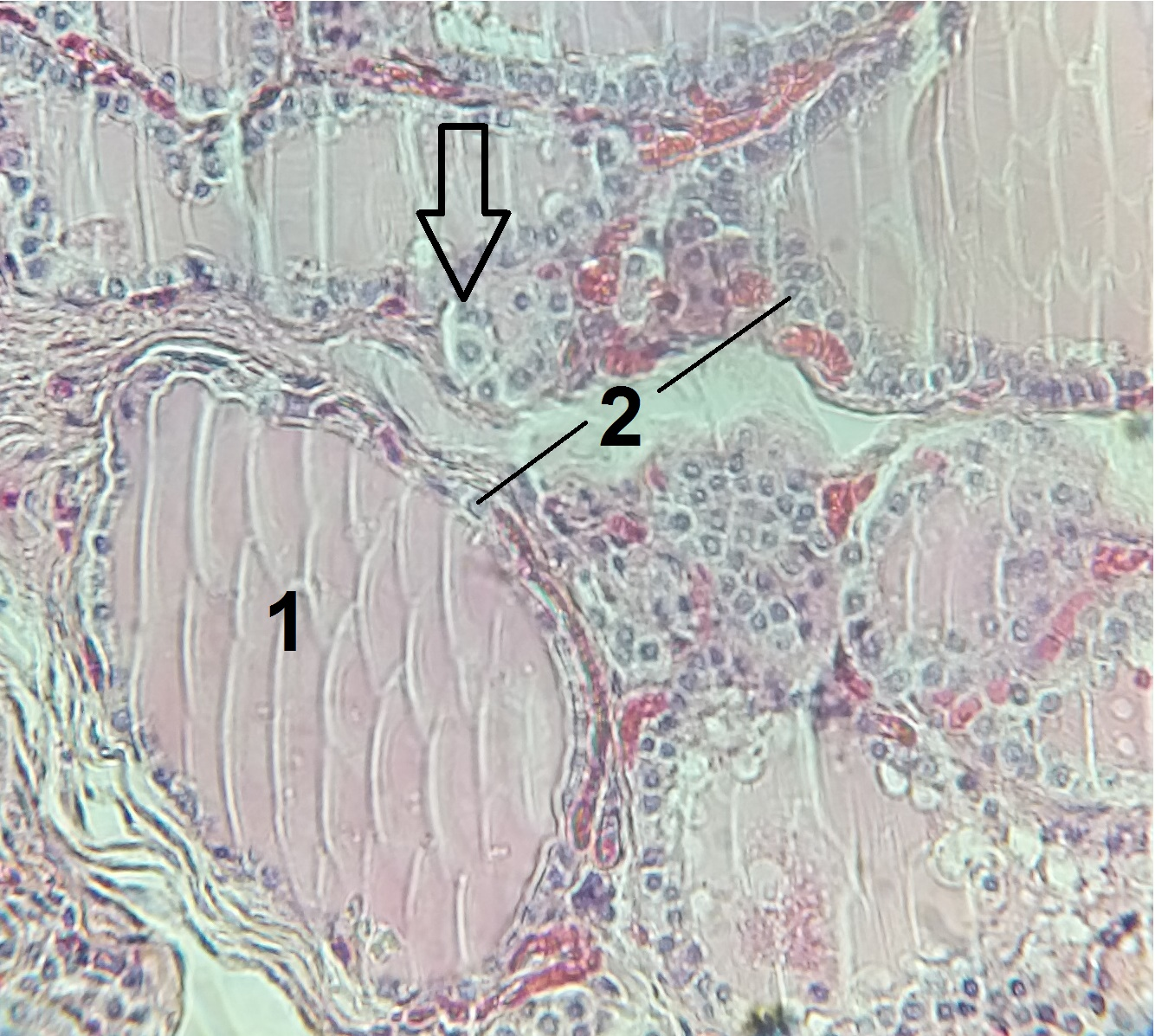
1) Col·loide. 2) Epiteli simple (fol·licular). Fletxa: Cèl·lula parafol·licular.

El teixit tiroidal està format per un parènquima de fol·licles i un estroma connectiu de doble capa que els engloba. La capa que s'uneix a les trabècules estromals rep el nom de càpsula verdadera i la que es continua amb la fàscia pretraqueal el de càpsula falsa o beina peritiroidea. Histològicament, un fol·licle és una esfera quística amb una paret d'epiteli simple, que pot ser pla, cúbic o cilíndric segons sigui l'estat funcional de la glàndula. En els humans, el diàmetre dels fol·licles de la tiroide oscil·la entre 0,2 mm i 1 mm, predominant els més petits. Dins del fol·licle s'emmagatzema la substància col·loide, que conté la tiroglobulina. Aquesta glicoproteïna, precursora de la tiroxina, regula la secreció exocrina de les cèl·lules fol·liculars. Les cèl·lules parafol·liculars estan situades en la perifèria de l'epiteli fol·licular, a l'interior de la làmina basal del fol·licle, i secreten calcitonina. Entorn dels fol·licles hi ha una extensa xarxa de capil·lars fenestrats derivada de les arterioles que irriguen l'òrgan.

## Funcions
La tiroide controla la rapidesa amb què es crema l'energia endosomàtica, mitjançant la producció de les hormones tiroidals i regulant la sensibilitat del cos a altres hormones. Les hormones tiroidals són principalment la tiroxina (T4) i triiodotironina (T3). Aquestes hormones regulen el metabolisme i afecten el creixement, l'homeòstasi i la taxa de la funció de diversos sistemes corporals. El iode ingerit amb els aliments i l'aigua en forma de iodur i la tirosina s'utilitzen per formar la T3 i la T4. La tiroide també produeix l'hormona calcitonina, sintetitzada pel gen CALCA i que té un paper en l'homeòstasi del calci. Només un 0,9% de la seva producció hormonal correspon a la T3r (3,3´,5´ triiodotironina inversa), que no posseeix activitat biològica. La tiroide és controlada per l'hipotàlem i la hipòfisi. Les tres estructures formen l'eix hipotalàmic-hipofisiari-tiroidal, un sistema d'autoregulació en el qual —en condicions de funcionament normals— l'hipotàlem produeix TRH que arriba als receptors de la hipòfisi i estimula l'alliberament de tirotropina (TSH), que al seu torn actua sobre la tiroide per a crear T3 i T4. Una vegada que la quantitat d'aquestes hormones circulants en sang és suficient, a través d'un mecanisme de retroacció negativa l'hipotàlem i la hipòfisi redueixen la producció de TRH i TSH. Diversos estudis han demostrat que la T3 i els seus receptors estimulen els mecanismes bioquímics del procés de regeneració dels nervis perifèrics lesionats.

## Patologia
L'hipertiroïdisme (glàndula tiroide hiperactiva) i, sobretot, l'hipotiroïdisme (glàndula tiroide poc activa) són els problemes més comuns de la glàndula tiroide. Les anomalies congènites de la tiroide inclouen l'absència completa de teixit tiroidal (agenèsia) i el seu desenvolupament incomplet (hipoplàsia) amb ectòpia associada o no. El goll dishormonogenètic ès una patologia inusual caracteritzada per un excessiu creixement tiroidal derivat de diversos defectes hereditaris que alteren la síntesi de les hormones que produeix la glàndula. El quist del conducte tiroglós és una cavitat en la part anterior del coll, plena de líquid i que gairebé mai es malignitza, formada en el decurs del desenvolupament de l'embrió a partir de restes cel·lulars de tiroide primordial. La síndrome de la T3 baixa neonatal és una condició freqüent i transitòria que es veu generalment en nadons prematurs associada a diversos factors perinatals, com ara pes en néixer molt escàs, sèpsia, malaltia de la membrana hialina o administració de dopamina per tractat la hipotensió arterial que sovint presenten aquests infants. Les anomalies tiroidals són una troballa molt comuna en els individus amb una síndrome McCune-Albright, particularment l'hipotiroïdisme. La hipertiroxinèmia disalbuminèmica familiar pertany al grup de síndromes de resistència congènita a les hormones de la tiroide, té un difícil diagnòstic i entre les seves manifestacions més habituals figuren l'hipertiroïdisme i el desenvolupament d'un goll multinodular. La tiroïditis subaguda de De Quervain és una afecció inflamatòria i dolorosa de la glàndula que cursa amb miàlgia, febrícula intermitent i astènia intensa. Acostuma a aparèixer després d'un procés infecciós víric en el tracte respiratori superior. Aquesta tiroïditis s'ha descrit en algun cas com una de les seqüeles tardanes de la COVID-19 persistent. La tiroïditis de Riedel és una malaltia poc comuna, en la qual es produeix una substitució progressiva del parènquima de la tiroide per un dens teixit fibrós que amb el temps també envaeix les estructures adjacents a la glàndula. En algunes ocasions és difícil diferenciar-la d'un procés neoplàsic tiroidal. Els nòduls momificats de tiroide són estructures solitàries, quístiques o semisòlides, hipoecòiques i en molts casos amb calcificacions que poden aparèixer espontàniament o després de la pràctica d'una punció aspirativa amb agulla fina (PAAF) diagnòstica. Tot i ser benignes, els seus canvis morfològics de vegades mostren criteris ultrasonogràfics de malignitat i provocar per error intervencions invasives innecessàries.

## Història
Aeci d'Amida pensava que el goll era una hèrnia de la laringe, una creença compartida per molts metges almenys fins al segle xi. Leonardo da Vinci fou el primer que dibuixà la tiroide com un òrgan anatòmic. Paracels va atribuir l'origen del goll a la presència d'impureses minerals, especialment sulfur de ferro, en l'aigua potable. Thomas Wharton va encunyar la denominació actual d'aquesta part del cos a la seva obra Adenographia: sive glandularum totius corporis. Emil Theodor Kocher destacà pels nombrosos treballs científics fets sobre la fisiologia, patologia y cirurgia de la glàndula. Els estudis de Brown-Séquard (1817-1894), fisiòleg francès conegut per ser el primer científic que descrigué la síndrome neurològica homònima, foren de gran importància per aconseguir extractar la tiroide. El neurocirurgià anglès Victor Horsley (1857-1916) fou qui va demostrar experimentalment per primera vegada la relació entre disfuncionalitat de la tiroide i mixedema, mentre que George Redmayne Murray (1865-1939) publicà l'any 1891 el seu estudi pioner sobre el tractament d'aquesta patologia amb èxit emprant injeccions d'un extret de tiroide oví. A partir de la dècada de 1930 es va generalitzar l'ús de la PAAF per avaluar citopatològicament els nòduls de tiroide. Els situats a l'istme són els que tenen un major risc de malignització.
L'engrandiment de la tiroide és una peculiaritat física que ha estat representada amb freqüència en les obres d'art de diversos períodes estilístics molt distants en el temps.